# Colegio Oficial de Bibliotecarios y Documentalistas de la Comunidad Valenciana
El Colegio Oficial de Bibliotecarios y Documentalistas de la Comunidad Valenciana (COBDCV), tiene como nombre oficial Col·legi Oficial de Bibliotecaris i Documentalistes de la Comunitat Valenciana. Se trata de una corporación con derecho público y personalidad jurídica propia, la cual representa a los profesionales de la información dentro del ámbito de la Comunidad Valenciana. Intenta promover el reconocimiento y el desarrollo profesional, la formación y el ejercicio correcto de la profesión.
Impulsada por la Asociación de Bibliotecarios Valencianos (ABV) y por la Asociación Valenciana de Especialistas en Información (AVEI), fue constituida en el año 2006. Tiene como funciones principales la ordenación del ejercicio profesional en cualquiera de sus formas, la representación de los intereses generales de la profesión, especialmente en las relaciones con la administración, la defensa de los intereses profesionales de los colegiados y la adecuación del nivel de calidad profesional de sus miembros, con programas de formación. Ofrece cursos de formación, asesoría jurídica y bolsa de trabajo, entre otros.

## Antecedentes
A partir de los años 80 fueron incrementando los estudios relacionados con estas profesiones, impartiéndose cursos y postgrados en las universidades públicas y privadas dentro de la Comunidad, e implantándose los estudios reglados de Biblioteconomía y Documentación.
```
"La profesión de bibliotecario, archivero y documentalista, desde que en 1983, se efectuaron las transferencias de archivos y bibliotecas a la Generalitat Valenciana, ha conocido un desarrollo continuado que ha posibilitado su consolidación como una de las profesiones mayormente relacionadas con la gestión del patrimonio documental y bibliográfico, la investigación, la cultura y la información".
[
2
]
```

La petición de creación del un colegio profesional, fue registrada por los representantes de la Asociación de Bibliotecarios Valencianos (Associació de Bibliotecaris Valencians, ABV). El 20 de mayo de 2000 la Asamblea General de la ABV acordó llevar a cabo los trámites para la creación de un colegio profesional, haciendo formal la petición el 27 de junio de ese mismo año.
Tras la publicación del DOGV del 13 de mayo de 2002 del anteproyecto de ley sobre la petición de creación del colegio, dando una previa audiencia de los colegios profesionales existentes que puedan verse afectados, la Asociación Valenciana de Especialistas en Información (Associació Valenciana d'Especialistes en Informació, AVEI), quiso participar en el proceso de creación y redacción de sus estatutos. Ambas asociaciones (ABV y AVEI) iniciaron el proceso de la creación del antecesor "Colegio Oficial de Bibliotecarios, Archiveros y Documentalistas de la Comunidad Valenciana", (Col•legi Oficial de Bibliotecaris, Arxivers i Documentalistes de la Comunitat Valenciana, COBADCV.
Este anteproyecto de Ley se mantuvo paralizado, hasta que se logró crear el Colegio Oficial de Bibliotecarios y Documentalistas de la Comunidad Valenciana (Col·legi Oficial de Bilbliotecaris i Documentalistes de la Comunitat Valenciana, COBDCV). Fue el 9 de junio de 2006, cuatro años más tarde, cuando las Cortes Valencianas aprueban la ley de creación del Col·legi Oficial de Bibliotecaris i Documentalistes de la Comunitat Valenciana (Ley 6/2006, de 9 de junio). Según el Preámbulo de la ley de creación,: 
```
“la constitución del Colegio resulta de interés público, puesto que permitirá dotar al colectivo de profesionales, incluidos en el artículo 3 de esta norma, de una organización adecuada, capaz de velar por sus derechos e intereses, y también de ordenar el ejercicio de la profesión; profesión que cumple con una importante tarea social, al estar relacionada con la gestión del patrimonio documental y bibliográfico, la investigación, la cultura y la información”.
[
5
]
```

La primera Asamblea constituyente del Colegio tuvo lugar el 10 de febrero de 2007. En ella se aprobaron los primeros estatutos provisionales y se eligió a la primera Junta de Gobierno. Los estatutos provisionales en los que se regula la convocatoria y el funcionamiento de dicha Asamblea, se pondrían a disposición de los profesionales incorporados al censo en la sede de la Comisión Gestora, al igual que publicada en la web de la ABV y en la de AVEI.

## Estatutos
Desde la creación de sus estatutos en 2007, éstos fueron modificados en tres ocasiones. La primera en el año 2010, donde la Asamblea General (convocada el 24 de abril de 2010) aprobó la modificación del art. 4 (DOCV 6400, 18.11.2010), referente al domicilio del COBDCV. La segunda fue en el año 2013, siendo en la Asamblea General (reunida el 27 de octubre de 2012) que se acordó modificar el art. 10 (DOCV n.º 7141, de 29.10.13) añadiendo la nueva titulación de grado y los postgrados oficiales relacionados con las titulaciones, para regular el acceso como "miembros colegiados". La tercera en el año 2015, la Asamblea General del Colegio (en sesión del 17 de enero de 2015) se refiere al cambio de redacción de sus estatutos, incluidos en el apartado f), art. 7 (DOCV nº 7605, de 01.09.2015). 

### Listado Resoluciones
- RESOLUCIÓN de 17 de julio de 2007, del director general de Justicia y Menor de la Conselleria de Justicia y Administraciones Públicas, por la que se resuelve inscribir los Estatutos del Col·legi Oficial de Bibliotecaris i Documentalistes de la Comunitat Valenciana, y se dispone su ublicación en el Diario Oficial de la Comunidad Valenciana.[2007/9700][8] (DOCV n.º 5577, de 14.08.2007)

- RESOLUCIÓN de 5 de noviembre de 2010, del director general de Justicia y Menor, de la Conselleria de Justicia y Administraciones Públicas, por la que se resuelve inscribir la modificación de los Estatutos Col·legi Oficial de Bibliotecaris i Documentalistes de la Comunitat Valenciana.[2010/12308].[9] La Asamblea General celebrada el 24 de abril aprobó la modificación del artículo 4 cambiando el domicilio social del Col·legi. (DOCV 6400, 18.11.2010)

- RESOLUCIÓN de 15 de octubre de 2013, del director general de Justicia, por la que se resuelve inscribir la modificación de los Estatutos del Col·legi Oficial de Bibliotecaris i Documentalistes de la Comunitat Valenciana y se dispone su publicación en el Diario Oficial de la Comunidad Valenciana.[2013/10223][10] Concedida a raíz de la Asamblea General celebrada el 27 de octubre de 2012, en la que se acordó modificar el artículo 10 (miembros colegiados) añadiendo la nueva titulación grado en Información y Documentación y los postgrados oficiales relacionados con Documentación a las titulaciones necesarias para poder ser miembro colegiado del Col·legi. (DOCV n.º 7141, de 29.10.13)

- RESOLUCIÓN de 30 de julio de 2015, de la directora general de Justicia, por la que se resuelve inscribir la modificación de los Estatutos del Colegio Oficial de Bibliotecarios y Documentalistas de la Comunitat Valenciana y se dispone su publicación en el Diari Oficial de la Comunitat Valenciana.[2015/7218][11] Modificación del apartado f, relativas a las funciones del colegio. (DOCV n.º 7605, de 01.09.2015)

## Órganos de Gobierno
Según los Estatutos del COBDCV revisados en septiembre del 2015, el Colegio tiene dos órganos rectores de gobierno: la Asamblea General de colegiados y colegiadas, y la Junta de Gobierno.

### Asamblea General
La Asamblea General es el máximo órgano de gobierno dentro del Colegio. Todos sus acuerdos son adoptados por mayoría y adoptan de obligado cumplimiento por parte de todos los miembros del Colegio, tanto a los miembros presentes, los ausentes, los disidentes y los que se abstienen.
La Asamblea tiene como competencias las siguientes:
1. Examen y aprobación de los presupuestos para el año en curso, así como el balance, los estados de cuentas de gastos e ingresos, y la liquidación de presupuestos del año anterior.
2. Censura de la gestión de la Junta de Gobierno.
3. Aprobación y modificación de los Estatutos.
4. Aprobar las cuotas, ordinarias o extraordinarias, que debe pagar el colectivo colegiado para el sostenimiento de las cargas y servicios colegiales, a propuesta de la Junta de Gobierno.
5. Nombrar los miembros de la Junta de Gobierno.
6. Controlar la recta actuación de la Junta de Gobierno.
7. Establecer las líneas generales de actuación que permitan al Colegio cumplir sus fines.
8. Disponer todas las medidas encaminadas a garantizar el funcionamiento democrático del Colegio.
9. Nombrar miembros de honor y miembros institucionales.
10. Acordar la modificación del ámbito territorial o la disolución del Colegio.
11. Decidir sobre la disposición y enajenación de bienes.
12. Aprobar, en su caso, el reglamento de régimen interno de la Asamblea General.
13. Aprobar la creación de delegaciones colegiales.
14. Cualquier otra cuestión que determine la ley o estos Estatutos.

### Junta de Gobierno
La Junta de Gobierno está constituida por la presidencia, la vicepresidencia, secretaría, tesorería y vocales. Los miembros de la Junta de Gobierno se han de escoger por el procedimiento establecido en los estatutos, y para un plazo de tres años.
Desde el año 2007 al 2022, el Colegio ha elegido cinco juntas: 
| Periodo     | Miembros de la Junta |
| ----------- | --- |
| 2022-2025   | Presidenta, Yolanda Puchades Asensi Vicepresidenta, Dolores López Asensi Secretaría, Teresa Gomis Baixauli Tresorera, Merche Rojas Granero Vocalía de Servicio al Colegiado/a, Pilar Bueno Lafarga Vocalía de Formación, F. Borja Fuster Fuster Vocalía de Publicaciones y Comunicación, Ana Valdés Menor Vocalía d'Extensión Territorial, Úrsula Ferrando Guardiola Vocalía de Ocupación Laboral, Francisco Ricau González                   |
| 2019-2022   | Presidenta, Amparo Pons Vicepresidenta, Paula Traver Secretaría, Amparo Costa Celda Tresorer, Adolfo Alonso Arroyo Vocalía de Servicio al Colegiado/a, Dolores López Vocalía de Formación, F. Borja Fuster Fuster Vocalía de Publicaciones y Comunicación, Ana Valdés Vocalía d'Extensión Territorial, Bàrbara Gascó Vocalía de Ocupación Laboral, Francisco Ricau González                                                                   |
| 2015 - 2018 | Presidenta, Alicia Sellés Carot Vicepresidente, José Antonio Martínez González Secretaría, Amparo Costa Celda Tesorero, Adolfo Alonso Arroyo Vocalía de Servicio al Colegiado/a, Enric Campos Martí Vocalía de Formación, Paula Traver Vallés Vocalía de Publicaciones y Comunicación, Lola García Hinarejos Vocalía de Extensión Territorial, Emili Juan Soriano Vocalía de Ocupación Laboral, Francisco Ricau González                      |
| 2012 - 2015 | Presidenta, Alicia Sellés Carot Vicepresidente, José Antonio Martínez González Secretaría, Amparo Costa Celda Tesorero, Enric Campos Marti Vocalía de Servicio al Colegiado/a, Adolfo Alonso Arroyo Vocalía de Formación, Paula Traver Vallés Vocalía de Publicaciones y Comunicación, María Dolores Alfonso Noguerón Vocalía de Extensión Territorial, Juan Carlos Miravalles Suero Vocalía de Ocupación Laboral, David Seguí Morant         |
| 2010 - 2012 | Presidente, Vicent Giménez Chornet Vicepresidenta, Marina Estarlich Martorell Secretaría, Teresa Llabata Monrabal Tesorera, Luisa Tolosa Robledo Vocalía de Atención y Promoción del Colegiado/a, Antonia Tàrraga Giménez Vocalía de Formación, Alicia Sellés Carot Vocalía de Publicaciones y Comunicación, Mercedes Escrig Giménez Vocalía de Extensión Territorial, José Reig Cruañes Vocalía de Ocupación Laboral, Salvador Vercher Lletí |
| 2007 - 2009 | Presidente, Francesc Rodrigo i Comes Vicepresidente (2007-2008), Vicent Giménez Chornet Vicepresidente (2007-2008), Vicente Meneses Moya Secretaría (2007-2008), Luisa Tolosa Robledo Secretaria (2008-2009), Maria Pilar Sánchez Chulia Tesorero, Vicent Carbonell Company Vocalía de Atención y Promoción del Colegiado/a (2007-2008), Vicente Meneses Moya Vocalía de Formación (2007-2008), Cristina Garcia-Testal                        |

## Sobre el Colegio
La titulación académica oficial exigida a quienes pretendan ejercer la profesión como colegiados, es la de Diplomado en Biblioteconomía y Documentación, y Licenciado en Documentación (planes de estudios ya extinguidos), o bien la titulación oficial de Grado en Información y Documentación, entrando en vigor en el año 2009. También está permitida la incorporación al colegio profesionales que, sin estar en posesión de las titulaciones anteriormente citadas, acrediten de forma fidedigna una experiencia laboral de un mínimo dos años, bien de profesiones como:
- bibliotecario,
- documentalista,
- profesional de documentación en bibliotecas,
- profesional de documentación en sistemas bibliotecarios,
- profesional de documentación en centros de documentación o similares,
- profesores de biblioteconomía y documentación en centros oficiales,
- archiveros,
- profesional en sistemas de gestión de archivo.

### Cursos

#### Galería

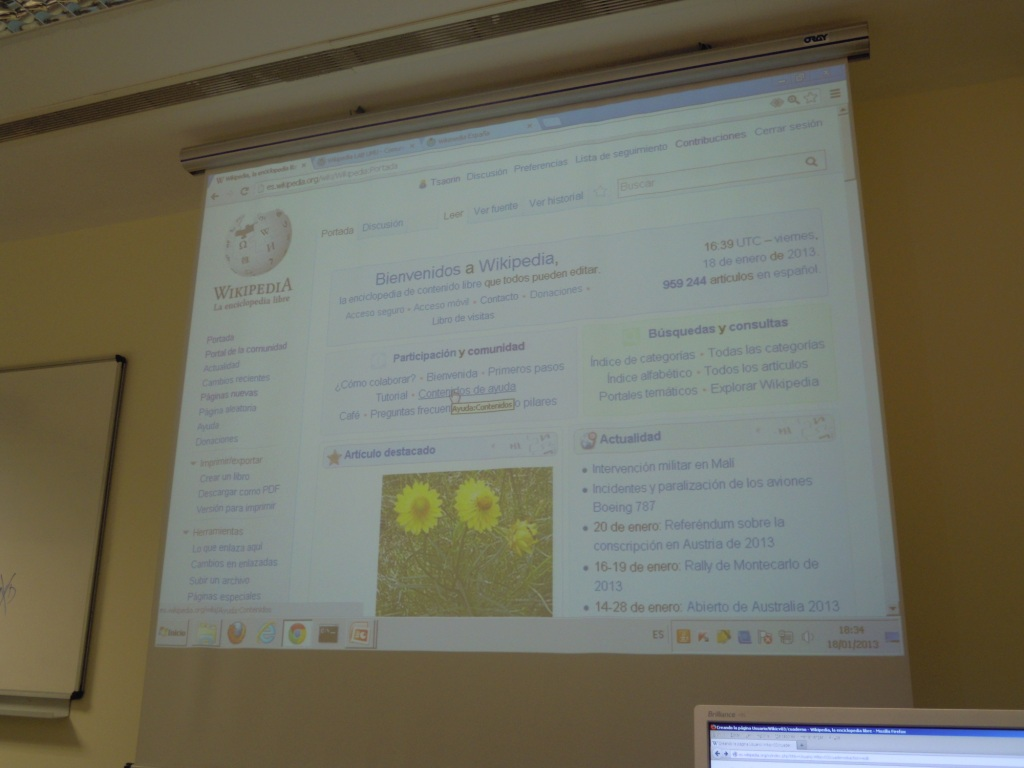
Diapositiva empleada en el curso de Wikipedia, 2013, Valencia. Impartido por el COBDCV.
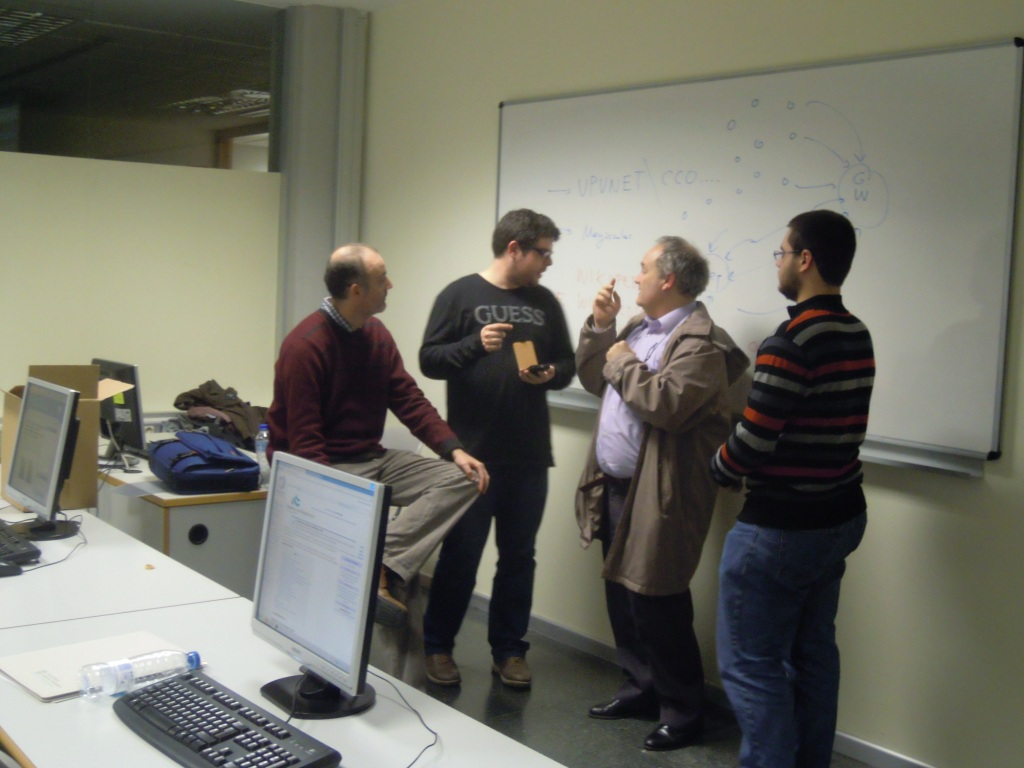
Fotografía realizada durante la sesión del curso de Wikipedia, 2013, Valencia. Impartido por el COBDCV.
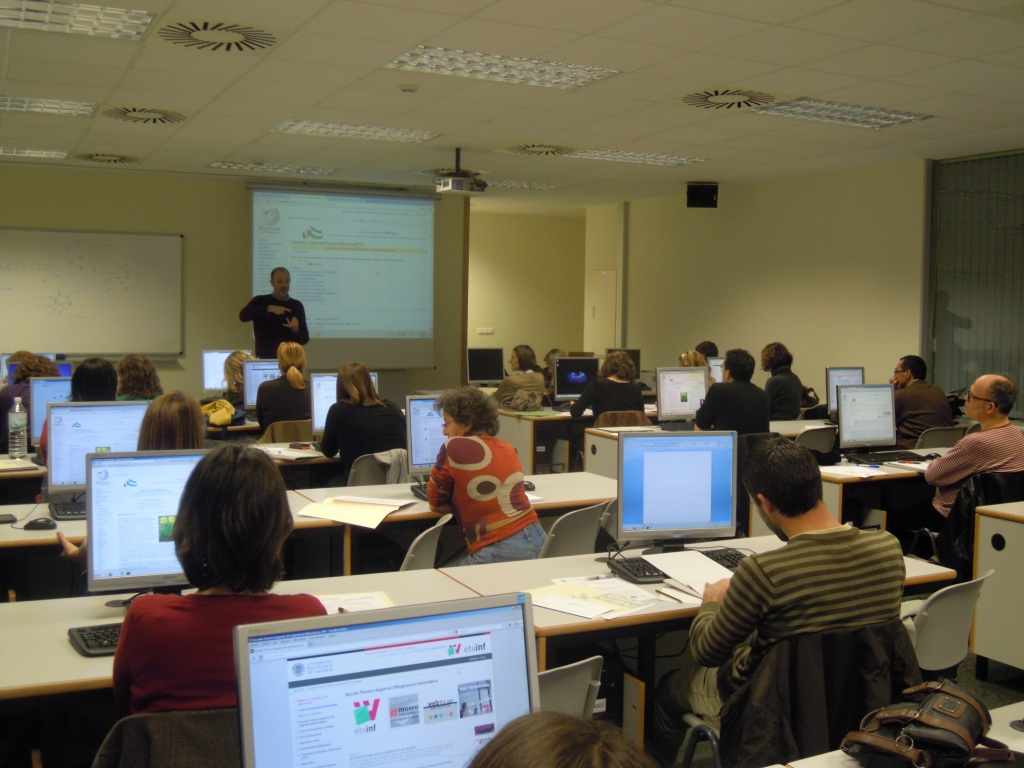
Fotografía realizada durante la sesión del curso de Wikipedia, 2013, Valencia. Impartido por el COBDCV.
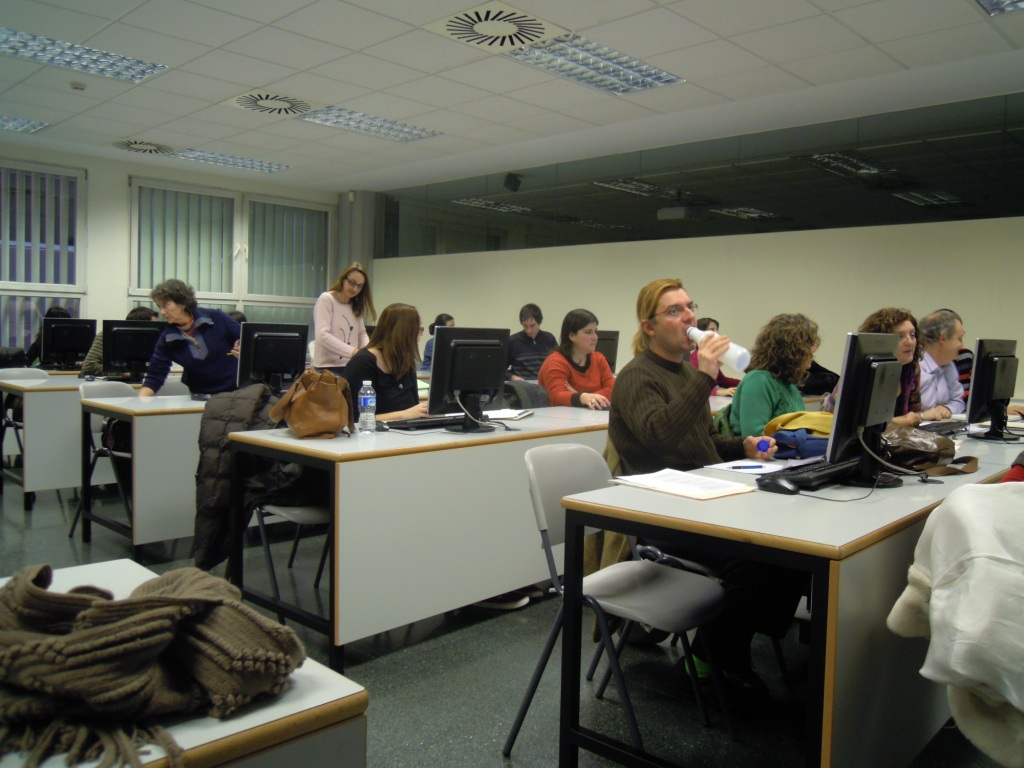
Fotografía realizada durante la sesión del curso de Wikipedia, 2013, Valencia. Impartido por el COBDCV.
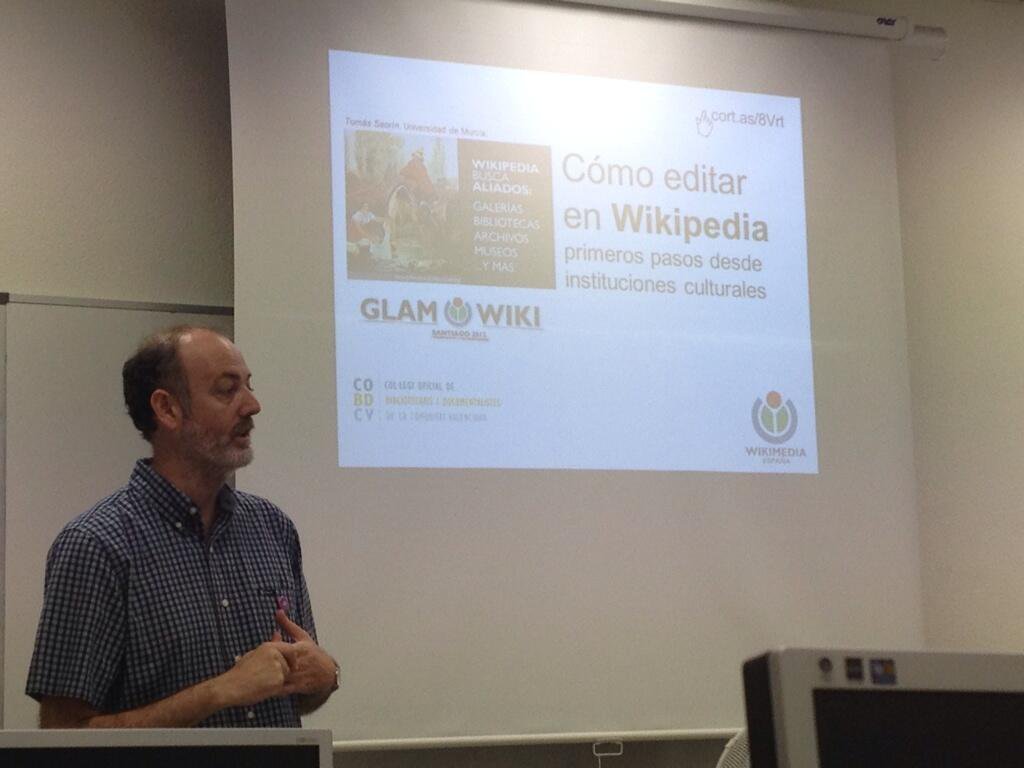
Fotografía del profesor Tomás Saorín en el curso Wikipedia, 2014, Alicante. Impartido por el COBDCV.

## Funciones
Funciones según sus Estatutos , modificadas en 2015:
```
«Artículo 7. Funciones del colegio.

f) Promover y desarrollar la formación profesional y fomentar el
perfeccionamiento técnico, científico y cultural del colectivo colegiado.
También se promoverá la formación y perfeccionamiento profesional en
las materias en las que es competente el COBDCV, tanto en colegiados
como en no colegiados y pertenecientes a otras profesiones que quieran
adquirir estos conocimientos, tales como: profesorado de Primaria,
Secundaria y universitario, profesionales de ciencias de la salud, de
la comunicación y otros colectivos profesionales, tanto de la empresa
pública como la privada, que encuentran en las actividades del COBDCV
un fomento de su formación profesional.»
[
15
]
```

Las principales funciones del Colegio, dirigidas al cumplimiento de sus miembros, son:
1. Ejercer la representación y la defensa de la profesión frente a la Administración, instituciones, tribunales, entidades y particulares con legitimidad para ser parte en todos aquellos litigios que afecten a los intereses de los profesionales.[16]
2. Colaborar con las administraciones públicas en el ejercicio de sus competencias en los términos previstos para la ley.
3. Apoyar y proteger los derechos y el prestigio profesional y social de los colegiados en general.
4. Promover y desarrollar la formación profesional y fomentar el perfeccionamiento técnico, científico y cultural del colectivo.
5. Organizar actividades y servicios comunes de carácter profesional, cultural, bien que sean de interés para las personas colegiadas.
6. Examinar y denunciar las cuestiones relacionadas con las irregularidades en el ejercicio de la profesión.[17]
7. Emitir informes y dictámenes de carácter no vinculado, cuando sean requeridos en procedimientos judiciales o administrativos.
8. Emitir informes técnicos y profesionales.
9. Organizar servicios de asesoramiento jurídico, económico, administrativo, técnico o de cualquier otra clase a favor de las personas colegiadas.
10. Darse a conocer al resto de los sectores profesionales y a la sociedad en general.

## Publicaciones
El Colegio es editor de dos revistas: la revista Métodos de Información (MEI) y la revista SÍMILE. 
El COBDCV accedió a la cabecera de la revista MEI en el año 2010 debido a la disolución de su anterior editora, la asociación AVEI. Desde entonces el Colegio está a cargo de la edición, el cual estableció algún cambio en el soporte. Además de ofrecerla en edición impresa (como había sido hasta el momento), la cual está dirigida exclusivamente para los colegiados, la publica en soporte digital. Estos últimos, son de acceso abierto.
La revista SÍMILE, en cambio, fue creada con el propósito de dar voz a los colegiados para que puedan contar experiencias, crónicas, comentarios o para publicar entrevistas de interés por parte de los miembros de esta asociación. Su primer ejemplar fue publicado el mes de febrero del 2010.